# Leïla Mustapha
Leïla Mustapha, née le 12 septembre 1988 à Raqqa et morte le 25 novembre 2023 à Damas, est une femme politique syrienne appartenant à la minorité kurde (en). 
Elle est la maire de Raqqa, ancienne capitale de Daech, de son départ de la ville en 2017 à 2022.

## Biographie
Mustapha est née à Raqqa en Syrie dans une famille kurde en 1988. Dans un monde pourtant assez répressif pour les femmes, elle rêve d’étudier et parvient à devenir ingénieure en génie civil et/ou en agronomie,. Elle est major de sa promotion de l'université de l'Euphrate (en). De plus, bien qu’elle se trouve dans un pays où l’extrémisme religieux grandit, elle ne porte pas le voile bien que musulmane. Cependant ces projets sont contrariés par l’avènement de l’organisation terroriste DAESH en 2014. Face à la violence de Daesh à Raqqa, aux multiples vidéos de tortures, d’exécutions, sa famille et elle-même décident de partir vivre à Qamishli, dans le nord-est de la Syrie. 
Le 18 avril 2017, les Forces démocratiques syriennes annoncent la formation d'un « Conseil civil de Raqqa » en vue d'administrer la ville après en avoir chassé Daech (ce qui n'adviendra qu'en octobre). Leïla Mustapha et Mahmoud Chawakh al Boursan, cheikh du clan Al-Walda, sont désignés pour en être les coprésidents. Le 10 janvier 2018, Mahmoud Chawakh al Boursan est remplacé par Abdul Hamid al-Mahbash mais Leïla Mustapha reste en poste. Sous sa présidence, le Conseil civil renomme le rond-point Al-Naïm (où furent exécutés près de 1 200 civils) en « place de la Liberté », action symbolique qui montre la reprise de la ville des mains de Daesh. 
Elle s'affaire aussi à la reconstruction des infrastructures, la ville ayant été détruite à plus de 80 %. Grâce à ces actions, une large partie de la population de Raqqa (autour de 350 000 personnes) est revenue y vivre. Ses actions et son statut de maire d’une ville ancienne « maison mère » du Califat islamiste, dans une société encore largement régie par le patriarcat lui vaut l’intérêt de Marine de Tilly avec qui elle va écrire le livre La femme, la vie, la liberté. Elle dira d'ailleurs dans ce livre : « Les gens de Raqqa m'ont choisie pour que je leur rende une vie, la parole, une démocratie, pas pour que j'ajoute mes larmes au torrent des leurs ». Son engagement pour son peuple et le retentissement de son livre permettra la parution d'un film documentaire à son sujet : 9 jours à Raqqa, du réalisateur Xavier de Lauzanne,. Elle a été aussi gratifiée du prix de la laïcité de l'année 2021 par le président du Comité Laïcité République Gilbert Abergel ; il est important de porter ce type de valeur dans un monde où elles s’affrontent. Leïla Mustapha fait la rencontre de Anne Hidalgo en septembre 2021 : elle tient à améliorer les relations avec la France au-delà de la coopération militaire et veut engager des relations civiles. La maire de Raqqa avertit les occidentaux sur le manque d’intérêt pour la situation syrienne.
Début janvier 2022, elle aurait été arrêtée pour des transferts d'argent suspects vers Damas et corruption. Lors de l'Assemblée générale suivante du Conseil civil de Raqqa le 27 avril 2022, elle n'est pas reconduite dans ses fonctions et est remplacée par Hêvîn Îsmaîl,. 
Elle meurt le 25 novembre 2023 lors d'une opération chirurgicale à Damas, où elle était traitée pour un cancer,. Le commandant en chef des Forces démocratiques syriennes, Mazloum Abdi, présente ses « plus sincères condoléances à sa famille et à la communauté qui a perdu un grand leader et un symbole d'égalité et d'humanité ».

## Ouvrage
- Leïla Mustapha et Marine de Tilly, La femme, la vie, la liberté : Au cœur du chaos, la maire de Raqqa raconte, Paris, Stock, 29 janvier 2020, 232 p. (ISBN 978-2-234-08825-2, OCLC 1192521960)

### Filmographie
- Épisode 9 jours à Raqqa, premier épisode de la série La vie après Daech, d'une durée de 90 minutes. Réalisation de Xavier de Lauzanne. Diffusé pour la première fois le 5 octobre 2020 (en avant-première). Autres crédits : Ibrahim Maalouf.